# Pápua új-guineai labdarúgó-bajnokság (első osztály)
Pápua Új-Guineában a 2006-ban alapított National Soccer League, az ország első számú fél-profi labdarúgó-bajnoksága, melyet a Pápua új-guineai labdarúgó-szövetség rendez meg minden évben.

## Története
Port Moresby-ben 1962-ben rendezték meg az első amatőr városi bajnokságot, amely egészen a hetvenes évek végéig az ország labdarúgásának egyetlen labdarúgó sorozata volt. 1976-ban határoztak az első országos amatőr labdarúgó-bajnokság létrehozásáról, melyben a két nagyváros Port Moresby és Lae csapatai vetélkedtek a bajnoki címért. Közben az ország más régióiban is beindult a futball-láz és sorra alakultak a körzeti ligák.
2006-ban a Pápua új-guineai labdarúgó-szövetség megalakította a fél-profi National Soccer League-t, melyet már a FIFA is elismert. Az első szezonban 5 együttes, a következő évben 7, míg a 2008-2009-es idényben már 8 csapat részvételével indult a sorozat. A liga létszáma, a nagy érdeklődés miatt, szinte folyamatosan változik. Jelenleg 12 csapat szerepel az első osztályban. 
2008-ban az amatőr liga már nem tudott lépést tartani a fél-profi bajnoksággal, és a csapatok, valamint játékosok többsége beolvadt az NSL-be.
A legtöbbször, 8 alkalommal a Hekari United (korábban Hekari Souths United) hódította el a trófeát.

## Lebonyolítása
A bajnokság résztvevőit két zónába (északi és déli) sorolják, ahol mindegyik csapat két találkozót játszik csoportbeli ellenfeleivel. Az első két helyezett csapat jut tovább a rájátszásba, ahol szintén kétszer küzdenek meg egymás ellen a csapatok, majd a két csoportgyőztes egy alkalommal mérkőzik meg a bajnoki címért.

## A 2015-2016-os szezon résztvevői
| Csapat                | Város        | Csoport     |
| --------------------- | ------------ | ----------- |
| Admiralty             | Lae          | Északi zóna |
| Besta PNG United      | Lae          | Északi zóna |
| Goroka Goshia         | Goroka       | Északi zóna |
| Lae City              | Lae          | Északi zóna |
| Madang                | Madang       | Északi zóna |
| Welgris Morobe United | Goroka       | Északi zóna |
| Erema                 | Port Moresby | Déli zóna   |
| Gigira Lateipo        | Port Moresby | Déli zóna   |
| Hekari United         | Port Moresby | Déli zóna   |
| Huawei PS United      | Port Moresby | Déli zóna   |
| FC Port Moresby       | Port Moresby | Déli zóna   |
| Rapatona              | Port Moresby | Déli zóna   |

## Az eddigi győztesek

### Amatőr korszak
| - 1976 : Mopi (Lae) - 1977 : Germania (Port Moresby) - 1978 : Tarangau (Port Moresby) - 1979 : Tarangau (Port Moresby) - 1980 : nem rendezték meg - 1981 : Mopi (Lae) - 1982 : Buresong (Lae) - 1983 : nem rendezték meg - 1984 : Buresong (Lae) - 1985 : nem rendezték meg - 1986 : Guria (Port Moresby) - 1987 : Westpac (Port Moresby) - 1988 : Guria (Lae) - 1989 : ismeretlen - 1990 : ismeretlen - 1991 : ismeretlen - 1992 : ismeretlen - 1993 : ismeretlen - 1994 : ismeretlen - 1995 : University (Port Moresby) | - 1996 : University (Port Moresby) - 1997 : University (Port Moresby) - 1998 : University (Port Moresby) - 1999 : Guria (Lae) - 2000 : Unitech (Lae) - 2001 : Sobou (Lae) - 2002 : Sobou (Lae) - 2003 : Sobou (Lae) - 2004 : Sobou (Lae) - 2005 : Sobou (Lae) - 2006 : University (Port Moresby) - 2007 : törölték az eredményeket - 2008 : Sunammad (Kimbe) |

### Fél-profi korszak
- 2006: Souths United
- 2007-2008: Souths United
- 2008-2009: Souths United
- 2009-2010: Souths United
- 2010-2011: Hekari United
- 2011-2012: Hekari United
- 2013: Hekari United
- 2014: Hekari United
- 2015: Lae City
- 2015-2016: Lae City
- 2017: Lae City
- 2018: Lae City

## A legsikeresebb klubok
| Klub          | Bajnoki cím |
| ------------- | ----------- |
| Hekari United | 8           |
| Sobou         | 5           |
| University    | 5           |
| Lae City      | 4           |
| Guria         | 3           |
| Buresong      | 2           |
| Mopi          | 2           |
| Tarangau      | 2           |
| Germania      | 1           |
| Sunammad      | 1           |
| Westpac       | 1           |